# Esgrima escénica
La esgrima escénica  es el arte de crear, integrar y realizar coreografías de escenas de enfrentamientos con el uso de armas negras (espadas, dagas y navajas que no poseen filo, a diferencia de las denominadas armas blancas que sí lo tienen) para el medio del entretenimiento, es decir dentro de la actuación en una representación teatral, recreación histórica, espectáculo, escena televisiva o cinematográfica, también se la conoce como combate escénico donde ya no estaría limitada al uso de armas blancas históricas; y puede estar enmarcado en una escena de acción, a diferencia de la esgrima artística que es un deporte, donde se crean e integran las coreografías en sí mismas, formando un todo en la escena, se trabajan todas las edades de la historia, incluso de fantasía, se compite sin ningún tipo de protecciones pero con unas estrictas reglas de seguridad de cara al público en un teatro y por extensión a todo tipo de escenarios, espectáculos o actuaciones callejeras, y forma un todo alrededor de sí misma.

Imagen de la Compañía Torre de la Vega, de la Sala de Armas Louis XIV especialistas en recreación y esgrima artística, recreando escenas de los gladiadores en el foro romano, durante las Guerras Cántabras 2015, en Corrales de Buelna - Cantabria (España)

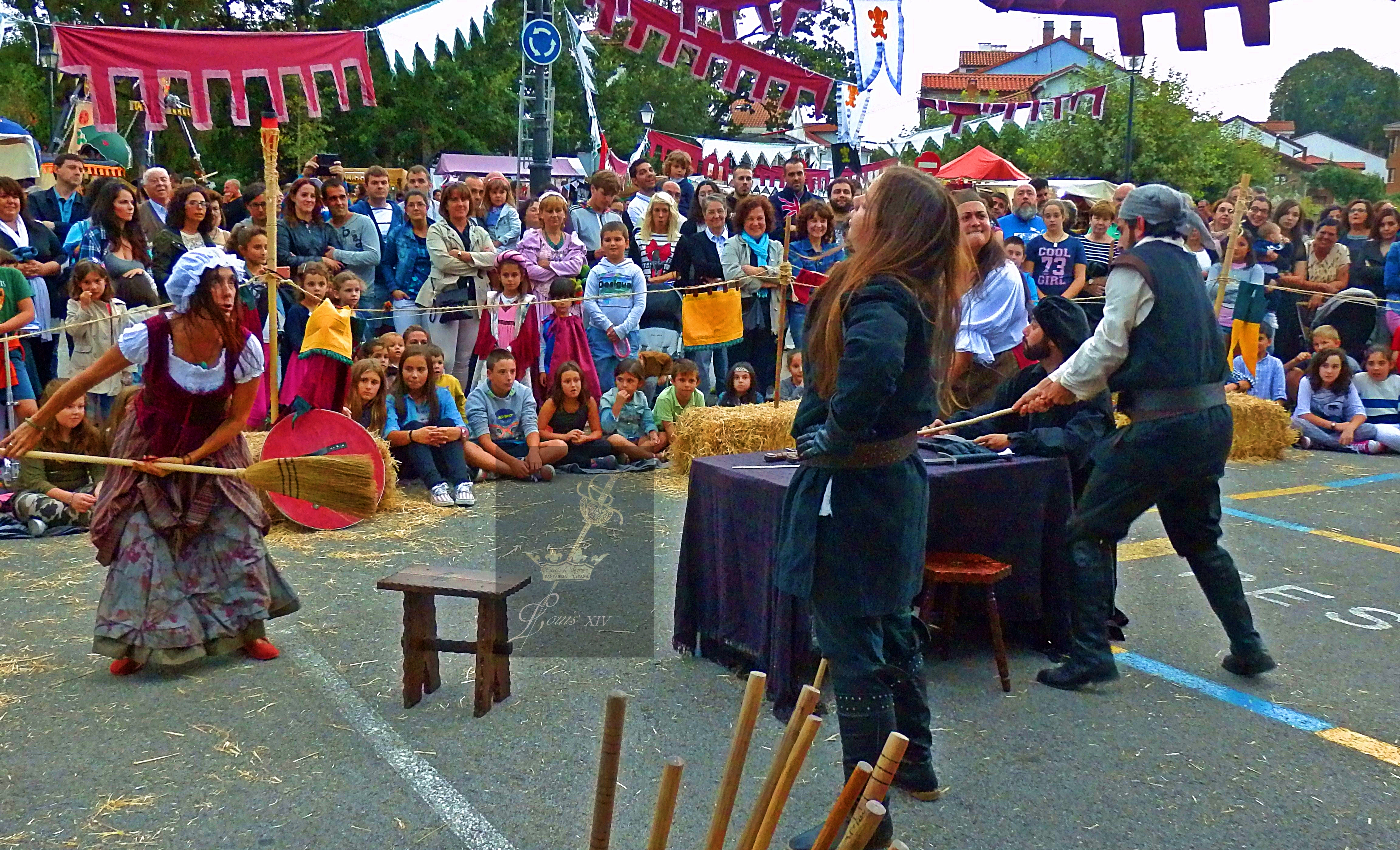
Escenas de esgrima artística en un mercado medieval, Compañía Torre de Vega de la Sala de Armas Louis XIV, medallistas españoles en el mundial de esgrima artística 2012 en Estoril - Cascais (Portugal)

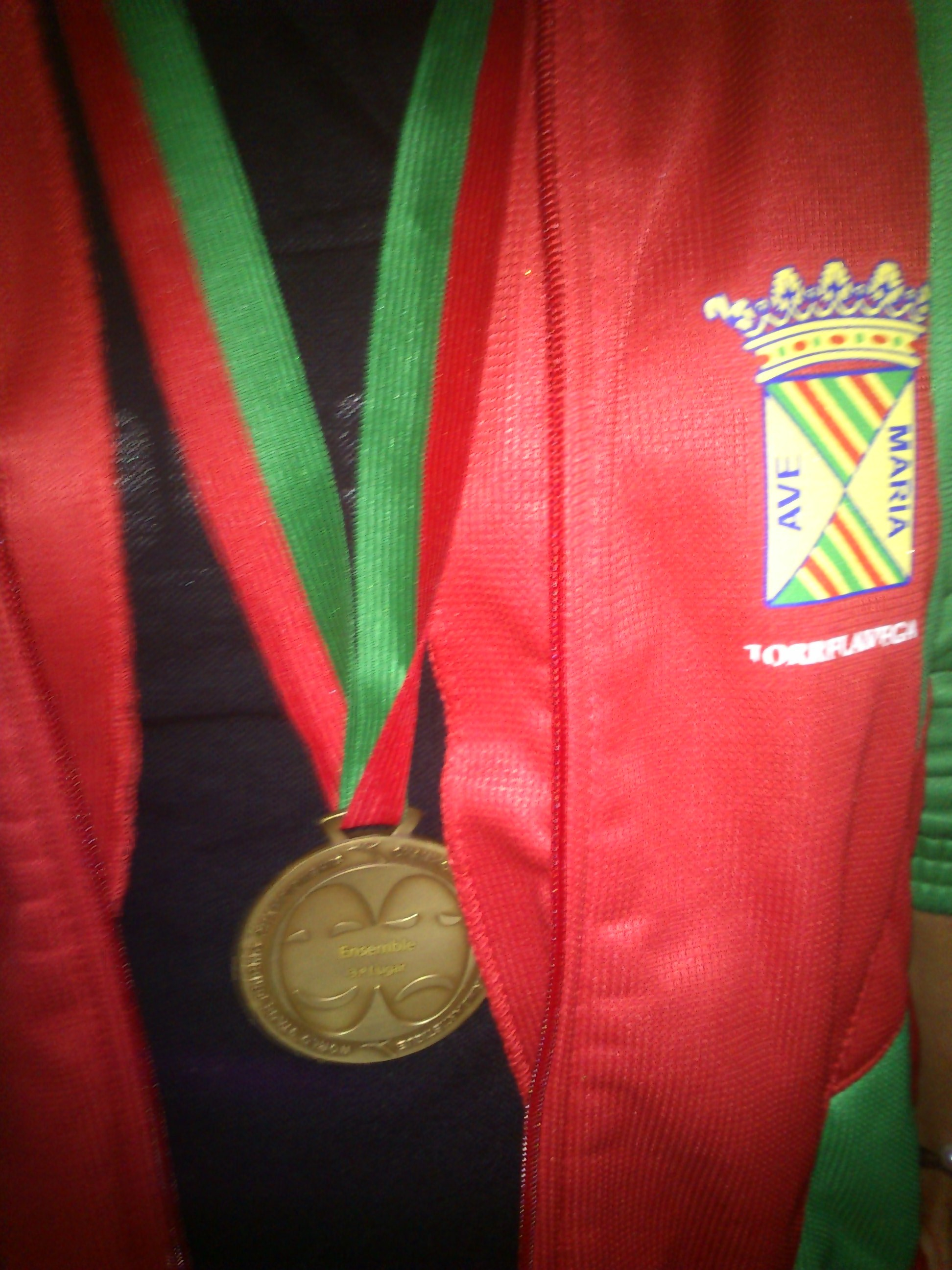
La esgrima escénica se diferencia con la esgrima artística que es un deporte.

La escuela española de esgrima con espada ropera se denomina Verdadera Destreza, fundada sobre las bases teóricas establecidas por Jerónimo Sánchez de Carranza en 1569. Dichos principios fueron recogidos y perfeccionados por Luis Pacheco de Narváez, maestro de armas de Felipe IV de España, que no tiene nada ver con la esgrima escénica ni con la artística, pero se supone que está en la base de la esgrima deportiva y la esgrima antigua que se practica hoy en día.
- Algunas armas empleadas en la esgrima escénica son:
  - Espadas (de las distintas edades de la historia)
  - Dagas
  - Rodelas
  - Broqueles
  - Escudos
  - Lanzas
  - Bastones

## Galería de ejemplos

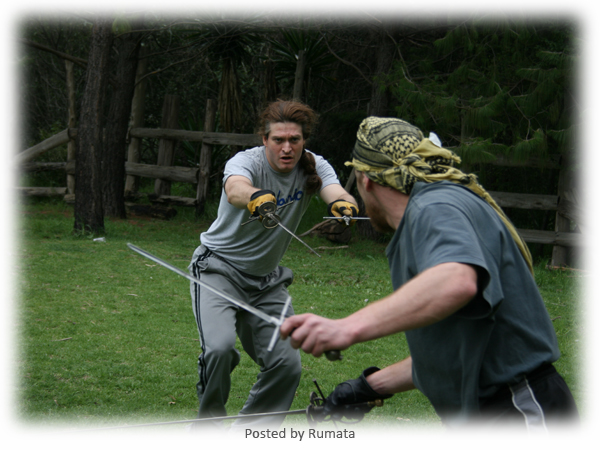
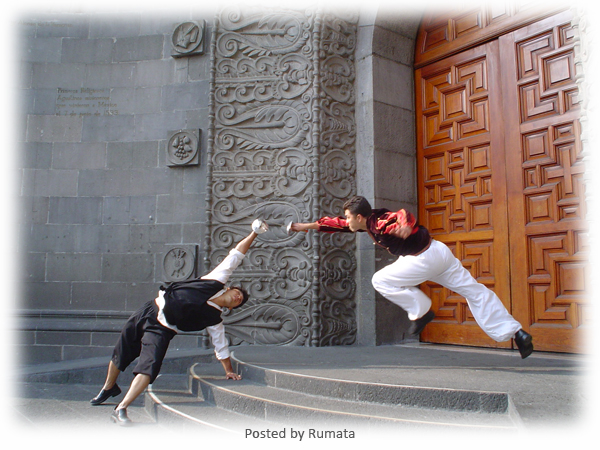
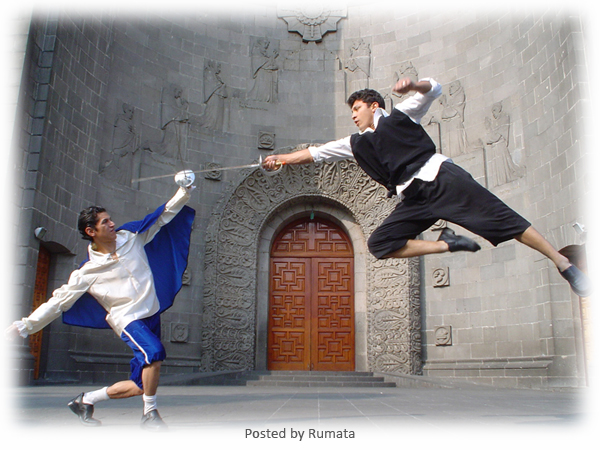

Ver también
- Esgrima

## Competiciones de esgrima artística
- The World Stage Fencing Championship- WSFC , este campeonato es organizado por la Académie d'Armes Internationale y tienen lugar cada cuatro años,
  - 2016 en Kolomna (Rusia
  - 2012 en Estoril (Portugal)
  - 2008 en San Marino (Italia)
  - 2004 en Sables-d'Olonne (Francia)
  - 2000 en Vichy (Francia)
  - 1996 en Lisboa(Portugal)

- Championnats de France, este campeonato es organizado por la Académie d'Armes de France y tiene lugar cada 2 años,
  - 2004 en Sables-d'Olonne
  - 2002 en Bourges
  - 2000 en Vichy
  - 1998 en Vittel
  - 1996 en Vichy

- Stage-Warriors  este campeonato internacionale de esgrima escénica de Alemania está organizado por la asociación Badische Löwenfechter Archivado el 8 de febrero de 2012 en Wayback Machine. y tienen lugar a intervalos irregulares,
  - 2010
  - 2005 en Osterburken (Alemania)

- Internationale Deutsche Meisterschaft im Szenischen Fechten , este campeonato es organizado por la Akademie der Fechtkunst Deutschlands y tienen lugar a intervalos irregulares.
  - 2011 en  Mönchengladbach
  - 2009 en  Berlín
  - 2006 en  Berlín

- “Furor et Ferrum” International Tournament of Historical Duel] (enlace roto disponible en Internet Archive; véase el historial, la primera versión y la última). que tiene lugar anualmente el primer fin de semana de junio en Pavone Canavese, cerca de Turín (Italia).